# Allan do Carmo
Allan do Carmo (* 3. August 1989 in Salvador da Bahia) ist ein brasilianischer Freiwasserschwimmer. 2015 gewann er bei den Schwimmweltmeisterschaften mit dem brasilianischen Team die Silbermedaille im 5-Kilometer-Teamwettbewerb.

## Erfolge
Die ersten Medaillen bei internationalen Wettbewerben holte do Carmo bereits Mitte der 2000er-Jahre: So gewann er Bronze bei den Panamerikanischen Spielen 2007 in Rio über 10 und Gold bei den Südamerikaspielen 2006 in Buenos Aires über 5 Kilometer. Bei den Südamerikaspielen 2010 im kolumbianischen Medellin gab es Bronze über 10 Kilometer.
Bei den Olympischen Spielen 2008 in Peking erkämpfte sich do Carmo über 10 Kilometer Platz 14.
Bei den Schwimmweltmeisterschaften 2013 in Barcelona holte er zusammen mit Poliana Okimoto Cintra und Samuel de Bona im 5-Kilometer-Teamwettbewerb Bronze hinter Deutschland (mit Isabelle Härle, Thomas Lurz und Christian Reichert) und zwei Zehntelsekunden vor Griechenland (mit Spyros Gianniotis).
Zweimal Gold gab es dann bei den Südamerikaspielen 2014 in Santiago de Chile: im Einzelwettbewerb über 10 Kilometer und mit dem 3-Kilometer-Team.
In Kasan bei den Schwimmweltmeisterschaften 2015 auf der Kasanka holte das brasilianische Mixed-Team über die 5 Kilometer in der Besetzung Ana Marcela Cunha, Diogo Villarinho und do Carmo Silber hinter Deutschland (mit Isabelle Härle, Rob Muffels und Christian Reichert) und vor den Niederlanden (mit Sharon van Rouwendaal, Ferry Weertman und Marcel Schouten).